# Układ chemiczny
Układ chemiczny jest to układ termodynamiczny składający się z substancji chemicznych (związków, wolnych pierwiastków, jonów), który w zależności od sytuacji może być definiowany w różny sposób:
- w przypadku równowagi dynamicznej w skład układu wchodzą wszystkie substancje, które wpływają na tę równowagę (występują w równaniach reakcji),
- w niektórych przypadkach części układu chemicznego mogą być oddzielone od siebie w przestrzeni, ale być częścią tego samego układu ze względu na np. połączenie elektryczne (np. ogniwo galwaniczne) lub oddziaływanie poprzez membranę (patrz osmoza),
- w przypadku przemian, w których następują przemiany energetyczne, tę część całego układu fizycznego (ograniczonego np. naczyniem reakcyjnym) która uległa reakcji stanowi właściwy układ chemiczny, pozostała część - z punktu widzenia tej przemiany - należy do otoczenia (np. jedynie odbiera wydzieloną w reakcji energię, zob. też II zasada termodynamiki, entropia).